# Jason Kay
Jason Kay (Jay Kay) (szül.  Jason Cheetham, Stretford, 1969. december 30.) angol zenész, az angol acid jazz zenekar, a Jamiroquai énekese, zeneszerzője.
Kay anyja, Karen Kay dzsesszénekes mellett nőtt fel, apját 2003-ig nem is ismerte. Kay ikertestvére a születéskor meghalt. Gyermekkorában bandák tagjaként kisebb bűncselekmények részese volt, szinte hajléktalanként élt, az igazságszolgáltatással való összeütközése után azonban némileg megváltoztatta életmódját, és teljesen a zenélés felé fordult. 
Megalapította a Jamiroquait, eleinte  Toby Smith, Stuart Zender, Derrick McKenzie és Wallis Buchanan társaságában. A zenekar 1992-ben jelent meg a lemezpiacon, áttörést 1994-ben sikerült elérniük. A kezdeti acid jazz stílusról fokozatosan a funk irányába tevődött át a hangsúly.
Jay Kay autószenvedélyéről is ismert. Ferrari, Lamborghini, BMW, Mercedes-Benz, Aston Martin egyaránt van gyűjteményében. Egyik albumának címlapjára egy átalakított Ferrari-emblémát tett, melyen az ágaskodó ló helyén az általa kreált buffalo-ember sziluettje látható. 
A Jamiroquai körülbelül 40 millió lemezt adott el eddig.